# ليستير دور
ليستير دور (بالإنجليزية: Lester Dorr) هو مخرج وممثل أمريكي، ولد في 8 مايو 1893 في بوسطن في الولايات المتحدة، وتوفي في 25 أغسطس 1980 في لوس أنجلوس في الولايات المتحدة بسبب ذات الرئة.

## أعمال

### أفلام
- (1935) أسمك من الماء
- (1937) قباطنة شجعان
- (1938) طيار الاختبار
- (1939) السيد سميث يذهب إلى واشنطن
- (1939) ذهب مع الريح[4][5]
- (1941) زهور وسط الغبار
- (1942) جزيرة ويك
- (1942) كبرياء اليانكيز
- (1946) أجمل سنوات العمر
- (1948) جان دارك
- (1950) يوم في المدينة
- (1955) شرق عدن[6][7][8]
- (1969) مرحبا دوللي

## وصلات خارجية
- ليستير دور على موقع IMDb (الإنجليزية)
- ليستير دور على موقع ألو سيني (الفرنسية)
- ليستير دور على موقع تيرنر كلاسيك موفيز (الإنجليزية)
- ليستير دور على موقع أول موفي (الإنجليزية)
- ليستير دور على موقع قاعدة بيانات برودواي على الإنترنت (الإنجليزية)
- ليستير دور على موقع قاعدة بيانات الأفلام السويدية (السويدية)
- ليستير دور على موقع قاعدة بيانات الفيلم (الإنجليزية)
- ليستير دور على موقع كينوبويسك (الروسية)